# Tyke
Tyke (1974 - 20 augustus 1994) was een Afrikaanse olifant die doorsloeg in een circus tijdens een optreden in Honolulu, Hawaï, haar trainer Allen Campbell dodelijk verwondde en haar andere trainer Dallas Beckwith zware verwondingen toebracht.
Tyke sloeg door ten overstaan van een publiek van enkele honderden toeschouwers in het Neal Blaisdell Center. Nadat ze hier twee slachtoffers had gemaakt, rende ze gedurende meer dan dertig minuten verder naar de straten van het district Kakaako. De politie loste 86 schoten op de olifant voordat ze aan haar verwondingen bezweek.
Zestien maanden voor het incident, op 21 april 1993, was Tyke ook al losgebroken tijdens een optreden en ramde ze de deuren van de Jaffa Moskee in Altoona, PA. Toen werden 4500 schoolkinderen geëvacueerd en veroorzaakte de olifant een schade van meer dan 10.000 euro. Op 23 juli 1993 sloeg Tyke opnieuw door en trapte ze in aanwezigheid van het publiek op een begeleider. Toen kreeg men het dier pas na 25 minuten weer onder controle.
Voorbeelden van andere olifanten die gedood zijn nadat ze wild werden zijn:
- Chunee, doodgeschoten in 1826 in Londen
- Topsy, geëlektrocuteerd in 1903 op Coney Island in Brooklyn, NY
- Mary, opgehangen in 1916 in Kingsport, Tennessee